# كريستوفر ويليس
كريستوفر ويليس (بالإنجليزية: Christopher Willis)‏ هو ملحن بريطاني، ولد في 1978.

## وصلات خارجية
- كريستوفر ويليس على موقع IMDb (الإنجليزية)
- كريستوفر ويليس على موقع ميوزك برينز (الإنجليزية)
- كريستوفر ويليس على موقع قاعدة بيانات الفيلم (الإنجليزية)